# Tony Yoka
Tony Victor James Yoka (* 28. April 1992 in Paris) ist ein französischer Boxer. Er wurde 2015 Amateur-Weltmeister und 2016 Olympiasieger im Superschwergewicht. Im Juni 2017 bestritt er seinen ersten Profikampf.

## Amateurkarriere
Tony Yoka, der ab dem 16. Lebensjahr vom kubanischen Trainer Luis Mariano Gonzales betreut wurde und ab 2009 regelmäßig zu Trainingsaufenthalten auf der Karibikinsel weilte, gewann 2008 die französische Junioren- und 2009 die französische Jugendmeisterschaft. Darüber hinaus holte er im August 2009 eine Bronzemedaille bei den Jugend-Europameisterschaften in Stettin sowie im April 2010 die Silbermedaille bei den Jugend-Weltmeisterschaften in Baku. Im August 2010 gewann er die Goldmedaille bei den Olympischen Jugend-Sommerspielen in Singapur.
In der Elite-Klasse (Erwachsene) wurde er 2012 und 2014 Französischer Meister, erreichte den zweiten Platz bei der europäischen Olympiaqualifikation 2012 in Trabzon (Finalniederlage gegen Magomed Omarow) und nahm noch im selben Jahr an den Olympischen Sommerspielen in London teil, wo er jedoch mit knapper Hilfspunktwertung (16:16+) noch im ersten Kampf gegen den Kanadier Simon Kean ausschied.
Bei den Weltmeisterschaften 2011 und 2013 unterlag er jeweils in den Vorrundenkämpfen gegen Erislandy Savón bzw. Roberto Cammarelle. Letzterem unterlag er auch im Achtelfinale bei den Europameisterschaften 2011. Beim Chemiepokal 2014 schied er im Halbfinale gegen den deutschen Starter Florian Schulz mit 1:2 nach Punkten aus und gewann damit Bronze. Eine weitere Bronzemedaille erkämpfte er bei den EU-Meisterschaften 2014 in Sofia.
Zudem gewann er 2009 das Vojvodanske Glove Turnier in Serbien und das Agalarow Turnier in Aserbaidschan, sowie 2010 den Brandenburg Cup in Deutschland, 2012 das 4-Nationen-Turnier in Frankreich und 2013 das 3-Nationen-Turnier in Frankreich. 2015 gewann er eine Bronzemedaille bei den Europaspielen in Baku.
Bei den Weltmeisterschaften 2015 in Doha gewann er die Goldmedaille. Er schlug auf dem Weg zum Titel Wang Zhibao, Filip Hrgović, Joseph Joyce und Iwan Dytschko. Damit qualifizierte sich Yoka für die Olympischen Spiele 2016. Diese konnte er ebenfalls mit der Goldmedaille beenden, nachdem er Clayton Laurent, Hussein Iashaish, Filip Hrgović und Joseph Joyce besiegt hatte. Es war die erste olympische Goldmedaille eines französischen Boxers seit den Sommerspielen 2000. Zwei Tage vorher hatte seine Freundin Estelle Mosselly in der Gewichtsklasse unter 60 Kilogramm ebenfalls Gold gewonnen.

## Profikarriere
Nach seinem Olympiasieg wechselte er ins Profilager. Im Januar 2017 sicherte sich der französische Bezahlsender Canal+ für vier Jahre die Übertragungsrechte an Yokas Kämpfen. Er wählte Virgil Hunter als Trainer und bereitete sich in San Francisco auf sein Debüt als Profi vor. In seinem ersten Kampf am 2. Juni 2017 im Pariser „Palais des Sports de la Porte Versailles“ bezwang Yoka den US-Amerikaner Travis Clark durch K. o. in der zweiten Runde.
Da Yoka innerhalb eines Zeitraums von weniger als einem Jahr (zwischen Juli 2016 und Juli 2017) dreimal gegen die Anti-Doping-Bestimmungen verstieß und drei Dopingproben verpasste beziehungsweise gegen die Angabepflicht des Aufenthaltsortes verstieß, wurde er im Juli 2018 von der Anti-Doping-Agentur Frankreichs bis Juli 2019 gesperrt. Im August 2018 wurde das Urteil vom obersten Verwaltungsgericht (Conseil d’État) bestätigt. Im Juli 2019 bezwang er in seinem ersten Kampf nach dem Ablauf der Sperre den Deutschen Alexander Dimitrenko durch einen Abbruchsieg in der dritten Runde.
Seine erste Niederlage als Berufsboxer erlitt Yoka Mitte Mai 2022 gegen Martin Bakole aus der Demokratischen Republik Kongo, dem er nach Punkten unterlag.

## Liste der Profikämpfe
| 11 Siege (9 K.-o.-Siege), 1 Niederlagen, 0 Unentschieden |               |                                                     |                                                            |                                                     |
| Jahr                                                     | Tag           | Ort                                                 | Gegner                                                     | Ergebnis für Yoka                                   |
| 2017                                                     | 2. Juni       | Palais des Sports, Paris, Frankreich                | Travis Clark                                               | Sieg / KO 2. Runde                                  |
| 2017                                                     | 14. Oktober   | Zénith, Paris, Frankreich                           | Jonathan Rice                                              | Punktsieg (einstimmig) / 6 Runden                   |
| 2017                                                     | 16. Dezember  | La Seine Musicale, Boulogne-Billancourt, Frankreich | Ali Baghouz                                                | Sieg / TKO 2. Runde                                 |
| 2018                                                     | 7. April      | Palais des Sports, Paris, Frankreich                | Cyril Léonet                                               | Sieg / TKO 5. Runde                                 |
| 2018                                                     | 23. Juni      | Palais des Sports, Paris, Frankreich                | David Allen                                                | Sieg / TKO 10. Runde                                |
| 2019                                                     | 13. Juli      | Azur Arena, Antibes, Frankreich                     | Alexander Dimitrenko                                       | Sieg / TKO 3. Runde                                 |
| 2019                                                     | 28. September | Palais des Sports de Beaulieu, Nantes, Frankreich   | Michael Wallisch                                           | Sieg / TKO 3. Runde                                 |
| 2020                                                     | 25. September | Paris La Défense Arena, Nanterre, Frankreich        | Johann Duhaupas                                            | Sieg / TKO 1. Runde                                 |
| 2020                                                     | 27. November  | Palais des Sports de Beaulieu, Nantes, Frankreich   | Christian Hammer                                           | Punktsieg (einstimmig) / 10 Runden                  |
| 2021                                                     | 5. März       | Palais des Sports de Beaulieu, Nantes, Frankreich   | Joel Tambwe Djeko EBU-EU-Schwergewicht-Europameisterschaft | Sieg / TKO 12. Runde                                |
| 2021                                                     | 10. September | Stade Roland Garros, Paris, Frankreich              | Petar Milas                                                | Sieg / TKO 7. Runde                                 |
| 2022                                                     | 14. Mai       | Accor Arena, Paris, Frankreich                      | Martin Bakole                                              | Punktniederlage (Mehrheitsentscheidung) / 10 Runden |
| Quelle: Tony Yoka in der BoxRec-Datenbank                |               |                                                     |                                                            |                                                     |

## Privatleben
Sein Vater Victor Buanganga Yoka stammt aus Kinshasa und war ebenfalls Boxer.
Yoka und seine Freundin Estelle Mossely erreichten nach ihren Olympiasiegen von Rio 2016 in Frankreich Prominentenstatus und wurden in den Medien des Landes als „Goldpärchen“ betitelt. Ende März 2017 gaben Yoka und Mossely bekannt, ihr erstes gemeinsames Kind zu erwarten. Am 7. Januar 2018 heirateten Yoka und Mossely, am 2. August 2017 kam der gemeinsame Sohn zur Welt. Im Oktober 2019 gab das Paar die Trennung bekannt. Zu dem Zeitpunkt erwarteten beide ihr zweites gemeinsames Kind.